# Nařízení vlády

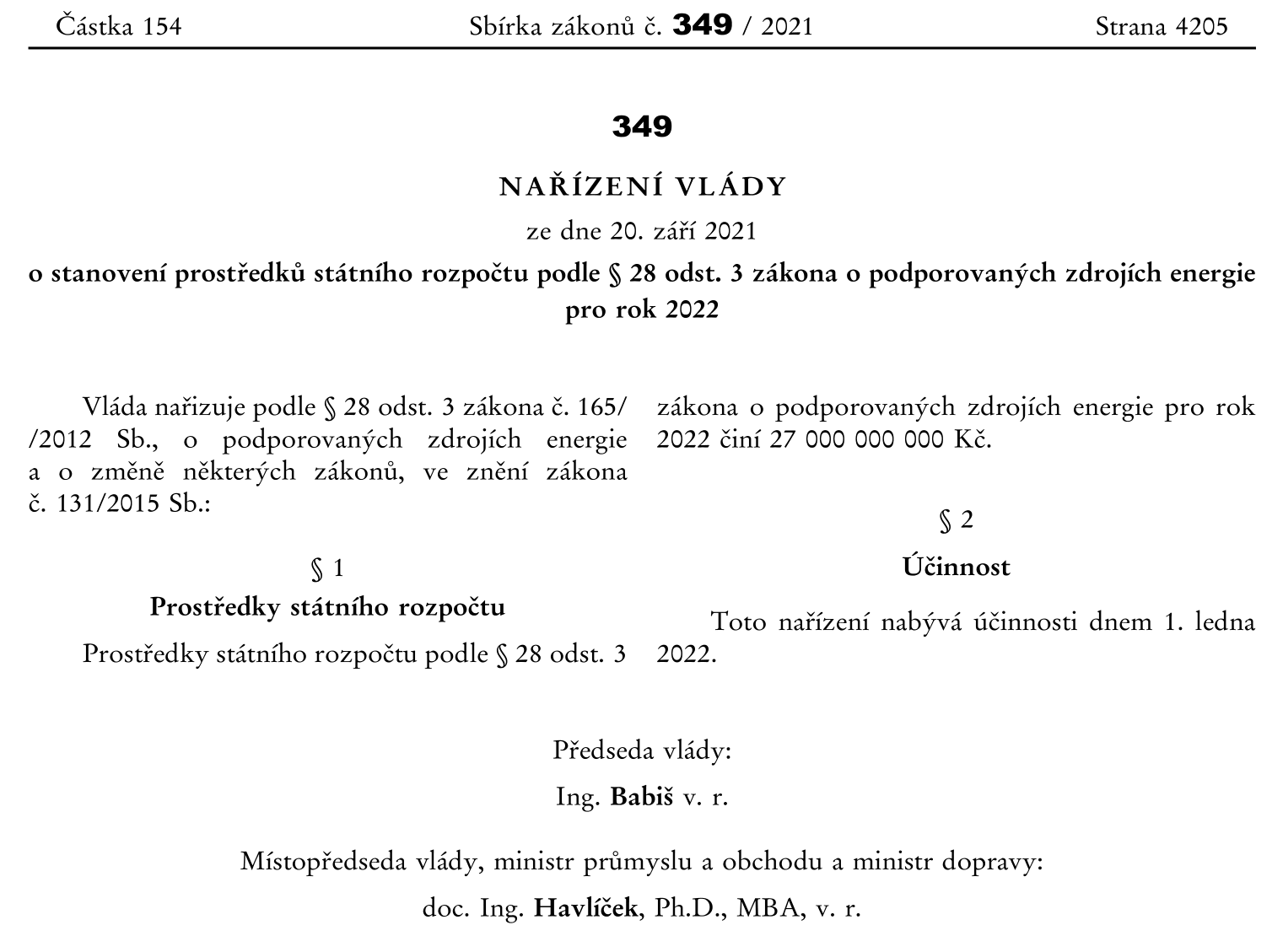
Příklad nařízení vlády ČR

Nařízení vlády, resp. vládní nařízení je v ČR obecně závazný právní předpis, patřící mezi tzv. prováděcí předpisy, který je vydáván vládou secundum et intra legem.

## Právní postavení
Pravomoc vlády vydávat nařízení vychází z čl. 78 Ústavy, který stanoví: „K provedení zákona a v jeho mezích je vláda oprávněna vydávat nařízení. Nařízení podepisuje předseda vlády a příslušný člen vlády“. Postupy a pravidla schvalování nařízení vlády se řídí zejména Legislativními pravidly vlády a Jednacím řádem vlády v jejich platném znění.
Legislativní pravidla vlády mimo jiné uvádí, že:
- Zákonem nelze měnit nařízení vlády nebo vyhlášku; nařízením vlády nelze měnit vyhlášku.

- Zákonem nelze měnit nařízení vlády nebo vyhlášku; nařízením vlády nelze měnit vyhlášku. Zákonem lze však celé nařízení vlády nebo celou vyhlášku zrušit, ruší-li se zároveň zmocnění k jejich vydání nebo v případě nařízení vlády, ruší-li se ustanovení zákona, které nařízení vlády provádí, bylo-li vydáno bez zvláštního zmocnění v zákoně k jeho vydání (viz čl. 39 odst. 5).

- Nařízení vlády, jako prováděcí předpis k zákonu, může obsahovat pouze právní normy, které nepřekračují meze zákona, k jehož provedení je vydáno, a které tento zákon provádí. Do nařízení vlády se nepřejímají ustanovení prováděného zákona. Nařízení vlády nesmí nově upravovat věci, jejichž úprava patří do zákona. Pokud je nezbytné tyto věci upravit, je třeba navrhnout přímou novelu zákona (viz čl. 39 odst. 6).

- Úplné znění nařízení vlády (stejně jako vyhlášky ministerstev) se vyhlašuje ve Sbírce zákonů.[3] Stane-li se nařízení vlády nebo vyhláška na základě novel nepřehledná, je třeba vydat nové nařízení vlády nebo novou vyhlášku (viz čl. 60 odst. 4).

## Příklady
Příklady problematiky regulované nařízeními vlády
- zavádění letního času a určování jeho počátku a konce[4]
- výše minimální a zaručené mzdy, vymezení ztíženého pracovního prostředí a výše příslušného příplatku,[5]
- platové tarify zaměstnanců ve veřejných službách a správě,[6] vojáků z povolání[7] a příslušníků bezpečnostních sborů,[8]
- stanovení technických požadavků na výrobky,[9]
- stanovení soustavy oborů v základním, středním a vyšším odborném vzdělávání[10] a oblastí vzdělání ve vysokém školství,[11]
- místní (dojezdové doby v minutách) a časová (čekací doby v dnech až týdnech) dostupnost hrazených služeb z veřejného zdravotního pojištění,[12]
- vymezení pojmů běžná údržba a drobné opravy související s užíváním bytu (např. stanovení limitu 100 Kč/m2 za kalendářní rok),[13]
- zavádění a rušení vízové povinnosti,[14]
- vyhlašování chráněných krajinných oblastí,[15]
- stanovení, která další (nad rámec zákonného vymezení) vozidla mohou používat modrý výstražný maják,[16]
- výše dálničních poplatků (časového poplatku a mýtného),[17]
- stanovení návykových látek a jejich limitních hodnot v krevním vzorku řidiče (kdy se považuje za ovlivněného danou látkou),[18]
- vymezení některých pojmů pro trestní zákoník:
  - co se považuje za jedy a jaké je množství větší než malé u omamných látek, psychotropních látek, přípravků je obsahujících a jedů,[19]
  - které rostliny nebo houby se považují za rostliny a houby obsahující omamnou nebo psychotropní látku a jaké je jejich množství větší než malé,[20]
  - co se považuje za nakažlivé lidské nemoci, nakažlivé nemoci zvířat, nakažlivé nemoci rostlin a škůdce užitkových rostlin.[21]